# Running Thangs
Running Thangs – pierwszy solowy album amerykańskiego rapera o pseudonimie Busy Bee Starski. Ukazał się w 1988 roku nakładem wytwórni UNI Records. Za muzykę na krążku w całości odpowiada Jazzy Jay. W 2007 roku ukazała się reedycja albumu poszerzona o utwór "Express (Remix)" i teledysk do utowru "Express". Wydawnictwo zadebiutowało na 48. miejscu notowania Top R&B/Hip-Hop Albums.

## Lista utworów
| #  | Tytuł              | Sample | Czas |
| -- | ------------------ | --- | ---- |
| 1  | "Running Thangs"   | | 5:17 |
| 2  | "Suicide"          | - James Brown - "Say It Loud, I'm Black and I'm Proud" | 5:22 |
| 3  | "Murder"           | - Trouble Funk - "Pump Me Up" | 4:56 |
| 4  | "Converse"         | - E.U. - "Knock Him Out Sugar" | 3:09 |
| 5  | "Get Busy"         | | 4:28 |
| 6  | "I Don't Play"     | | 4:21 |
| 7  | "Kickin' Flavor"   | | 5:31 |
| 8  | "Express"          | - B.T. Express - "Express" - Bootsy's Rubber Band - "Bootzilla" - Afrika Bambaataa / Soulsonic Force - "Renegades of Funk"                                               | 4:32 |
| 9  | "Old School"       | - Interpolacja utworu "Going to Kentucky" - Incredible Bongo Band - "Apache" - Cymande - "Bra" - Samba Soul - "Mambo No. 5" - In Search of Orchestra - "Phenomena Theme" | 4:52 |
| 10 | "Jazzy On The Mix" | - Chic - Chic Cheer | 3:52 |